# Mercer County (North Dakota)
Das Mercer County ist ein County im Bundesstaat North Dakota der Vereinigten Staaten. Der Verwaltungssitz (County Seat) ist Stanton.

## Geographie
Das County liegt westlich des geographischen Zentrums von North Dakota und hat eine Fläche von 2881 Quadratkilometern, wovon 173 Quadratkilometer Wasserfläche sind. Es grenzt im Uhrzeigersinn an folgende Countys: McLean County, Oliver County, Morton County, Stark County und Dunn County.

## Geschichte
Mercer County wurde am 14. Januar 1875 gebildet. Benannt wurde es nach William Henry Harrison Mercer, einem der ersten Siedler in diesem Gebiet.

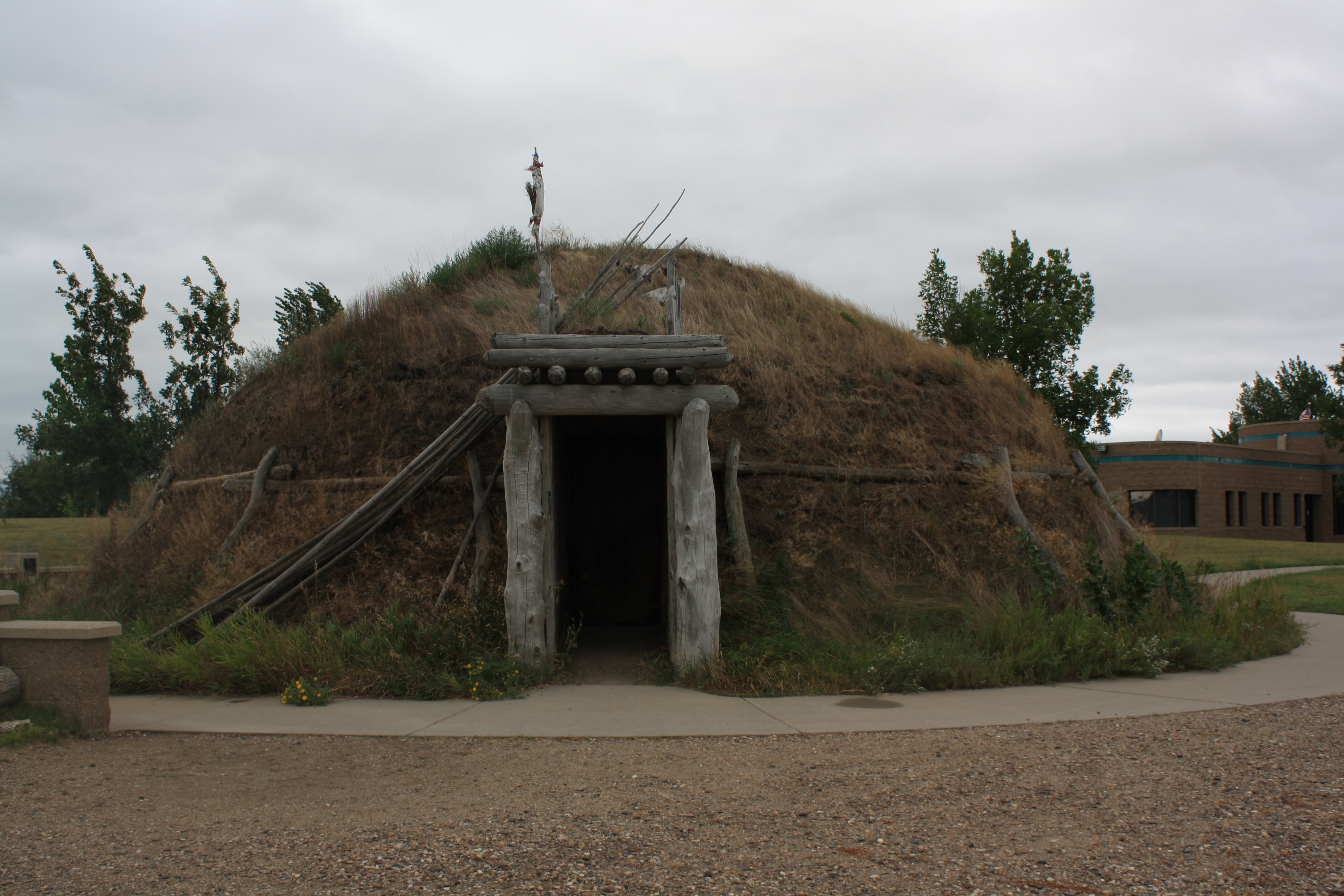
Knife River Indian Villages National Historic Site (2010)

Im County liegt eine National Historic Site, die Knife River Indian Villages. Auf diesem Gelände steht die Big Hidatsa Village Site, die den Status einer  National Historic Landmark hat. Acht Bauwerke und Stätten des Countys sind im National Register of Historic Places eingetragen (Stand 18. März 2018).

## Demografische Daten

Alterspyramide des Mercer County

Nach der Volkszählung im Jahr 2000 lebten im Mercer County 8.644 Menschen in 3.346 Haushalten und 2.445 Familien. Die Bevölkerungsdichte betrug 3 Einwohner pro Quadratkilometer. Ethnisch betrachtet setzte sich die Bevölkerung zusammen aus 96,04 Prozent Weißen, 0,05 Prozent Afroamerikanern, 2,00 Prozent amerikanischen Ureinwohnern, 0,25 Prozent Asiaten, 0,38 Prozent Bewohnern aus dem pazifischen Inselraum und 0,12 Prozent aus anderen ethnischen Gruppen; 1,16 Prozent stammten von zwei oder mehr Ethnien ab. 0,37 Prozent der Bevölkerung waren spanischer oder lateinamerikanischer Abstammung.
Von den 3.346 Haushalten hatten 37,1 Prozent Kinder und Jugendliche unter 18 Jahre, die bei ihnen lebten. 65,2 Prozent waren verheiratete, zusammenlebende Paare, 5,1 Prozent waren allein erziehende Mütter, 26,9 Prozent waren keine Familien, 24,8 Prozent waren Singlehaushalte und in 11,1 Prozent lebten Menschen im Alter von 65 Jahren oder darüber. Die Durchschnittshaushaltsgröße betrug 2,55 und die durchschnittliche Familiengröße lag bei 3,05 Personen.
Auf das gesamte County bezogen setzte sich die Bevölkerung zusammen aus 29,1 Prozent Einwohnern unter 18 Jahren, 4,2 Prozent zwischen 18 und 24 Jahren, 27,5 Prozent zwischen 25 und 44 Jahren, 24,9 Prozent zwischen 45 und 64 Jahren und 14,3 Prozent waren 65 Jahre alt oder darüber. Das Durchschnittsalter betrug 40 Jahre. Auf 100 weibliche Personen kamen 101,2 männliche Personen. Auf 100 Frauen im Alter von 18 Jahren oder darüber kamen statistisch 99,9 Männer.
Das jährliche Durchschnittseinkommen eines Haushalts betrug 42.269 USD, das Durchschnittseinkommen der Familien betrug 51.983 USD. Männer hatten ein Durchschnittseinkommen von 47.969 USD, Frauen 21.667 USD. Das Prokopfeinkommen betrug 18.256 USD. 5,5 Prozent der Familien und 7,5 Prozent Familien lebten unterhalb der Armutsgrenze. Davon waren 5,2 Prozent Kinder oder Jugendliche unter 18 Jahre und 20,9 Prozent waren Menschen über 65 Jahre.

## Politik
Das Mercer County ist traditionell republikanisch geprägt. Seit den Präsidentschaftswahlen im Jahre 1900 haben die Demokraten nur 1928, 1932 und 1936 gewonnen. Während Barack Obama 2008 immerhin noch 33,57 % der Stimmen erzielen konnte, sind die Ergebnisse der Demokraten seither regelrecht eingebrochen. Bei den Präsidentschaftswahlen 2020 erzielte Joe Biden nur 15,06 % gegenüber Donald Trumps 82,48 %. Dies hat mit der zunehmenden Stadt-Land-Polarisierung zu tun, wonach die Demokraten in städtischen und die Republikaner in ländlichen Gebieten ihre Hochburgen haben. Diesem Trend folgt auch das dünn besiedelte Mercer County.